# Opisthokonta
Los opistocontos (Opisthokonta) son un clado de organismos eucariotas que consiste en algunas formas unicelulares flageladas (coanozoos) junto a los hongos verdaderos (Fungi) y animales verdaderos (Animalia).
 El nombre alude a que el flagelo, singular cuando está presente, ocupa una posición posterior, avanzando la célula por delante de él, como se ve en los espermatozoides de los animales. Todos los miembros son heterótrofos, a menudo parásitos, pues no se conocen organismos fotosintéticos entre los opistocontos. Algunos grupos tales como líquenes, hongos micorrícicos y la mayoría de los corales viven en simbiosis con algas o plantas terrestres. Opisthokonta es el grupo de organismos eucariotas más extenso, pues comprende más de 1,5 millones de especies descritas.

## Características

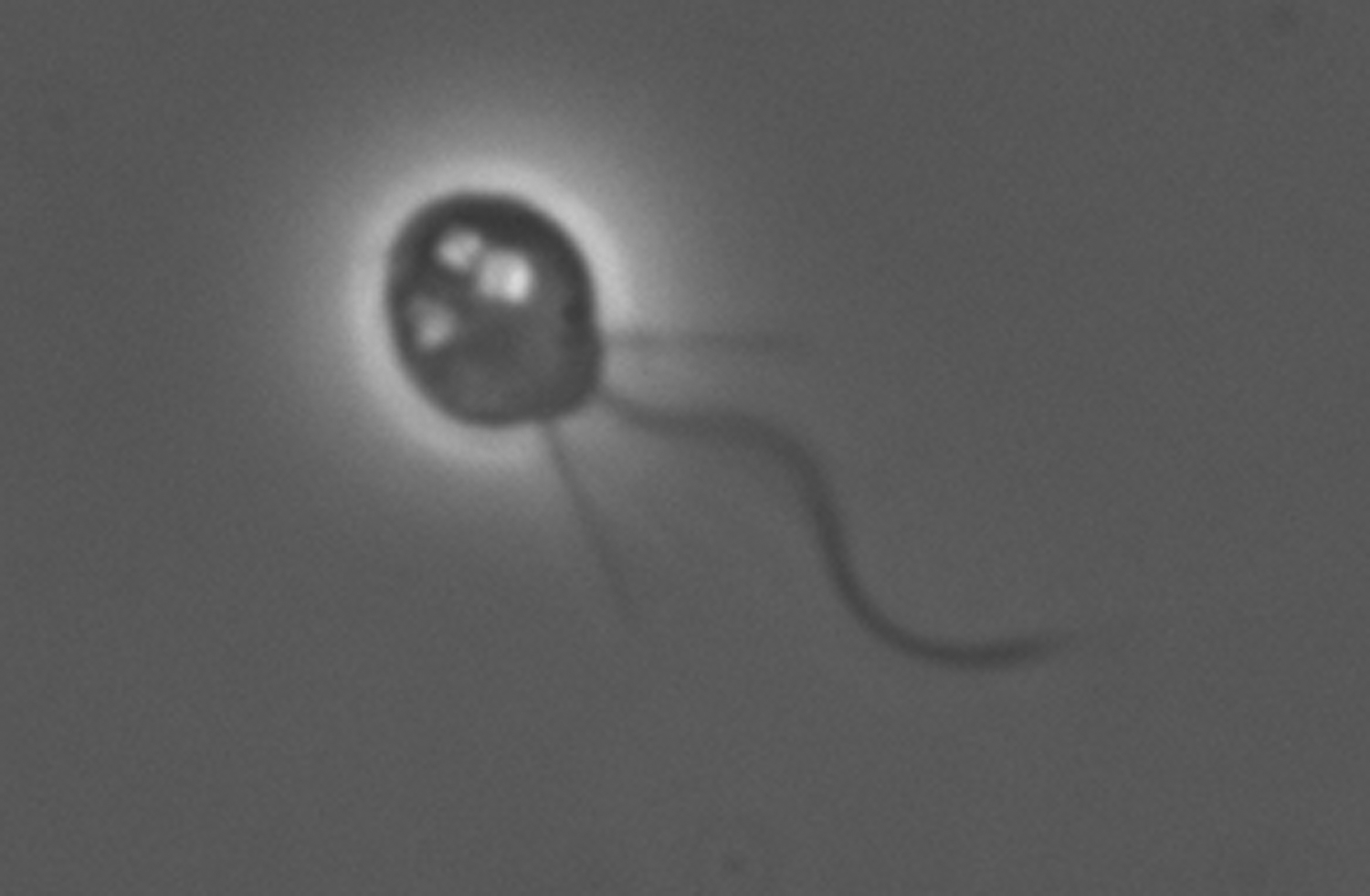
Flagelo del coanoflagelado Monosiga brevicollis, (linaje Holozoa).

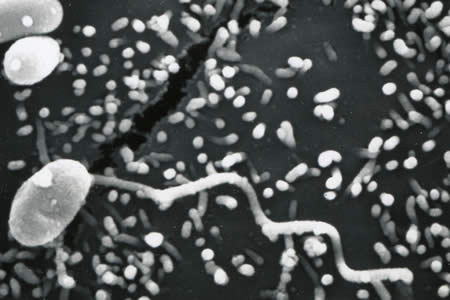
Flagelo del microsporidio Encephalitozoon cuniculi, (linaje Holomycota).

La característica distintiva del supergrupo es la arquitectura de las células flageladas, que típicamente poseen un solo flagelo insertado posteriormente. Este flagelo posterior u opistoconto, empuja a la célula que avanza por delante del flagelo. En las otras ramas de los eucariontes en que hay flagelos, estos son dos más a menudo y se sitúan en posición anterior a la célula, tirando de ella durante su avance (se dice que son flagelos acrocontos). En los grupos clásicos de hongos no existen fases flageladas, pero éstas abundan en los quitridios y los opistosporidios grupos tradicionalmente tratados como protistas, pero que ahora se clasifican entre los hongos. Las crestas mitocondriales son generalmente planas.
Opisthokonta incluye a los animales y a los hongos, así como algunos protistas flagelados (por ejemplo, Choanoflagellatea), ameboides (por ejemplo Nucleariida) y esporozoos (por ejemplo, Ichthyosporea). Todos los opistocontos son fagotróficos u osmotróficos (saprobios o parásitos). Algunos opistocontos presentan filipodios (seudópodos filiformes) o reticulopodios (seudópodos ramificados), apoyados en filamentos de actina. Los reticulopodios se encuentran en hongos y Nucleariida, pero no están presentes en Filozoa. En los coanoflagelados y las esponjas, los filopodios forman parte del aparato de captura de partículas, constituyendo el collar que rodea al flagelo.
Opisthokonta incluye organismos unicelulares, coloniales o pluricelulares. Los animales presentan la organización pluricelular más avanzada. La organización colonial se da en varios de los grupos de protistas, incluyendo el complejo de proteínas de unión y de interacción intercelular, que no es exclusivo de los animales, sino que está ya presente en los coanozoos del grupo Holozoa.
Los restos fósiles más antiguos pertenecientes a los opistocontos corresponden al hongo Ourasphaira de hace 1000 millones de años en el Mesoproterozoico.

## Clasificación
Los opistocontos se dividen en Holomycota (= Nucletmycea), que comprende los hongos y a todos los organismos más estrechamente relacionados con los hongos que con los animales, y Holozoa, que comprende los animales y a todos los organismos más estrechamente relacionados con los animales que con los hongos. Hasta el momento no se ha identificado ningún opistoconto basal a la división Holomycota/Holozoa. Sin embargo, estudios de 2013-2015 sugieren que puede haber muchos más opistocontos unicelulares de los que se pensaba. En Opisthokonta se pueden distinguir los siguientes grupos:
- Holomycota (= Nucletmycea)
  - Cristidiscoidea. Comprende Nucleariida un pequeño grupo de amebas con cuerpo redondeado y filopodios que se encuentran principalmente en el suelo y en agua dulce. Por su parte, Fonticulida incluye dos géneros Fonticula, un ameboide con cuerpo redondeado a partir del cual se extienden los filopodios y que puede formar agregaciones dentro de una matriz extracelular gelatinosa y quistes con pared celular[13] y a Parvularia una ameba con características similares a Nuclearida que podría ser el eslabón intermediario en la evolución de Fonticula. Las amebas de Nucleariida y el género Parvularia son parásitos obligados de algas y algunos protozoos.[14]
  - Reino Fungi. Las formas basales presentan fases unicelulares flageladas y son de vida acuática, mientras que las derivadas son terrestres, aflageladas y con organización filamentosa. Comprende unas 100.000 especies descritas.
- Holozoa
  - Ichthyosporea (= Mesomycetozoea). Este grupo comprende unas 50 especies conocidas.[2] Incluye formas unicelulares flageladas o ameboides, saprotróficas o más a menudo parásitas. Una de las especies, Rhinosporidium seeberi, infecta a aves y a mamíferos, incluidos los seres humanos.
  - Pluriformea. Incluye a Corallochytrium y Syssomonas,  organismos marinos de células esféricas y al dividirse dan lugar a numerosas células elongadas ameboides. El primero es un no flagelado y saprofito encontrado usualmente en los atolones del océano Índico. El segundo es un flagelado, fagótrofo, capaz de formar agregados celulares y que puede perder el flagelo en su etapa más avanzada de vida.[3]
  - Filasterea. Es un pequeño grupo de amebas que presentan largos tentáculos radiados soportados por microfilamentos. Comprende las amebas Ministeria, Capsaspora[15] Txikispora y Pigoraptor.[3]
  - Choanoflagellatea (= Choanomonada). Este grupo comprende formas unicelulares móviles o coloniales pedunculadas, dotadas de un collar y que se alimentan como micrófagos filtradores. Los coanoflagelados son semejantes a los coanocitos de las esponjas y probablemente sean el origen de los animales. Se conocen unas 130 especies en este grupo.[16]
  - Reino Animalia. Casi todos pluricelulares exceptuando a los mixozoos que anteriormente se consideraban protozoos. La mayoría son acuáticos, mientras que las formas más derivadas son terrestres. Es el grupo más numeroso con aproximadamente 1.425.000 especies descritas.

Adicionalmente, Filozoa agrupa a Filasterea + Choanoflagellatea + Animalia y Teretosporea a Ichthyosporea + Pluriformea. Fuertes similitudes entre Opisthokonta, Apusomonadida, Breviatea y Amoebozoa apoyan su agrupación en un clado denominado Amorphea.

## Filogenia
El siguiente árbol filogenético muestra las relaciones entre los distintos grupos de Opisthokonta:
| Cristidiscoidea | \| \| Nucleariida \| \| \| \| \| \| Fonticulida \| \| \| \| |
|                 | \| \| Nucleariida \| \| \| \| \| \| Fonticulida \| \| \| \| |
|                 | Fungi                                                       |
|                 |                                                             |
|                 | Nucleariida                                                 |
|                 |                                                             |
|                 | Fonticulida                                                 |
|                 |                                                             |

|  | Nucleariida |
|  |             |
|  | Fonticulida |
|  |             |

|  | Ichthyosporea |
|  |               |
|  | Pluriformea   |
|  |               |

|           | Filasterea                                                     |
|           |                                                                |
| Apoikozoa | \| \| Choanoflagellatea \| \| \| \| \| \| Animalia \| \| \| \| |
|           | \| \| Choanoflagellatea \| \| \| \| \| \| Animalia \| \| \| \| |
|           | Choanoflagellatea                                              |
|           |                                                                |
|           | Animalia                                                       |
|           |                                                                |

|  | Choanoflagellatea |
|  |                   |
|  | Animalia          |
|  |                   |

|  | Ichthyosporea |
|  |               |
|  | Pluriformea   |
|  |               |

|           | Filasterea                                                     |
|           |                                                                |
| Apoikozoa | \| \| Choanoflagellatea \| \| \| \| \| \| Animalia \| \| \| \| |
|           | \| \| Choanoflagellatea \| \| \| \| \| \| Animalia \| \| \| \| |
|           | Choanoflagellatea                                              |
|           |                                                                |
|           | Animalia                                                       |
|           |                                                                |

|  | Choanoflagellatea |
|  |                   |
|  | Animalia          |
|  |                   |

| Cristidiscoidea | \| \| Nucleariida \| \| \| \| \| \| Fonticulida \| \| \| \| |
|                 | \| \| Nucleariida \| \| \| \| \| \| Fonticulida \| \| \| \| |
|                 | Fungi                                                       |
|                 |                                                             |
|                 | Nucleariida                                                 |
|                 |                                                             |
|                 | Fonticulida                                                 |
|                 |                                                             |

|  | Nucleariida |
|  |             |
|  | Fonticulida |
|  |             |

|  | Ichthyosporea |
|  |               |
|  | Pluriformea   |
|  |               |

|           | Filasterea                                                     |
|           |                                                                |
| Apoikozoa | \| \| Choanoflagellatea \| \| \| \| \| \| Animalia \| \| \| \| |
|           | \| \| Choanoflagellatea \| \| \| \| \| \| Animalia \| \| \| \| |
|           | Choanoflagellatea                                              |
|           |                                                                |
|           | Animalia                                                       |
|           |                                                                |

|  | Choanoflagellatea |
|  |                   |
|  | Animalia          |
|  |                   |

|  | Ichthyosporea |
|  |               |
|  | Pluriformea   |
|  |               |

|           | Filasterea                                                     |
|           |                                                                |
| Apoikozoa | \| \| Choanoflagellatea \| \| \| \| \| \| Animalia \| \| \| \| |
|           | \| \| Choanoflagellatea \| \| \| \| \| \| Animalia \| \| \| \| |
|           | Choanoflagellatea                                              |
|           |                                                                |
|           | Animalia                                                       |
|           |                                                                |

|  | Choanoflagellatea |
|  |                   |
|  | Animalia          |
|  |                   |